# Milan Smiljanić
Milan Smiljanić (Kalmar, Suecia, 19 de noviembre de 1986) es un exfutbolista serbio que jugaba de centrocampista. Su padre es el exjugador Branko Smiljanić.

## Trayectoria
Se formó en el fútbol base del Partizán de Belgrado, en cuyo primer equipo jugó más de cincuenta partidos entre 2005 y 2007, además de llegar a ser el capitán a pesar de su corta edad.
El 18 de julio de 2007 fichó por el R. C. D. Espanyol y debutó en la Primera División de la Liga española el 26 de agosto ante el Real Valladolid C. F. En su primera temporada participó en veintinueve partidos de Liga y cuatro de la Copa del Rey. Durante la campaña 2008-09 jugó dieciséis partidos de Liga y cinco de la Copa. Al comienzo de la temporada 2009-10 se quedó sin ficha por ocupar plaza de extracomunitario y tener el Espanyol cubiertas las tres disponibles. En enero de 2010 fue cedido al Real Sporting de Gijón, con el que debutó el 13 de febrero en el estadio El Molinón ante el Valencia C. F.
En julio de 2010 fue cedido al Partizán de Belgrado durante una temporada y, al término de la misma, rescindió su contrato con el Espanyol y firmó por dos temporadas con el propio Partizán. Después de este segundo período en el club belgradense fichó por el Gençlerbirliği S. K., del que se desvinculó en diciembre de 2014. Tras disputar la campaña 2015-16 en el Maccabi Netanya, en agosto de 2016 se incorporó al Perth Glory F. C. australiano. En julio de 2017 volvió a Israel para jugar en el Hapoel Ashkelon F. C.

## Selección nacional
Fue internacional sub-21 con la selección de fútbol de Serbia y consiguió el subcampeonato en la Eurocopa Sub-21 de 2007. También actuó como capitán en la edición disputada en 2009. Con la selección olímpica disputó los Juegos de Pekín 2008. En categoría absoluta debutó el 22 de agosto de 2007 ante Bélgica en un partido de clasificación para la Eurocopa 2008.

## Clubes
| Club                   | País       | Año       |
| ---------------------- | ---------- | --------- |
| Partizán de Belgrado   | Serbia     | 2005-2007 |
| R. C. D. Espanyol      | España     | 2007-2010 |
| Real Sporting de Gijón | España     | 2010      |
| Partizán de Belgrado   | Serbia     | 2010-2013 |
| Gençlerbirliği S. K.   | Turquía    | 2013-2014 |
| Maccabi Netanya        | Israel     | 2015-2016 |
| Perth Glory F. C.      | Australia  | 2016-2017 |
| Hapoel Ashkelon F. C.  | Israel     | 2017-2018 |
| Partizán de Belgrado   | Serbia     | 2018-2022 |
| F. K. Mornar           | Montenegro | 2022-2023 |
| O. F. K. Belgrado      | Serbia     | 2023      |

## Palmarés

### Campeonatos nacionales
| Título         | Club                 | País   | Año  |
| -------------- | -------------------- | ------ | ---- |
| Liga serbia    | Partizán de Belgrado | Serbia | 2005 |
| Copa de Serbia | Partizán de Belgrado | Serbia | 2019 |